# ランプレヒト (企業)
ランプレヒト (独: Lamprecht AG, 英: Lamprecht Ltd.) は、スイス・レーゲンスドルフに拠点をおく生活ケア、保健医療用品、機器メーカー。

## 主なブランド

### 医療機関向け
- 医療従事者向け保護具
  - Ansell
  - SANDEL
- 診断・モニタリング装置
  - WelchAllyn
- 治療用具（主に呼吸器疾患治療用）
  - SALTER LABS.
  - Smiths Medical
  - NIDEK Medical - 酸素吸入装置
日本に拠点をおく 眼科医療機器メーカーのニデック (NIDEK) とは無関係。

### 一般向け製品
- ベビーケア用品
  - bibi - 哺乳瓶、おしゃぶり、よだれかけ 等
  - EPI-NO - 骨盤底トレーニング器具
- セクシャルヘルス用品
  - Ceylor - コンドーム、ラブローション、バイブレータ 等
  - celeste - コンドーム、性交用ゼリー 等
- コンシューマーケア
  - emosan - 湯たんぽ、関節用サポーター、
  - microlife - 体温計、血圧計